# Diego Otoya Torres
Diego Otoya (San Francisco, Estados Unidos, 13 de septiembre de 2004) es un futbolista estadounidense-peruano que posee también ascendencia guatemalteca y nicaragüense. Juega como delantero y su equipo actual es el Sport Boys de la Liga 1del Perú.

## Trayectoria
Nacido en Estados Unidos, de padre peruano y madre estadounidense de ascendencia guatemalteca y nicaragüense. Otoya Se unió a las inferiores del San Jose Earthquakes en 2019 y jugó soccer universitario para los UC Irvine Anteaters en 2022. Durante ese año, formó parte del San Jose Earthquakes II de la MLS Next Pro.
En enero de 2023. el delantero fichó con el Sporting Cristal.
Para la temporada 2025 es cedido en calidad de préstamo al Sport Boys del Callao.

## Selección nacional
Es seleccionado juvenil por Perú. Fue citado al Campeonato Sudamericano Sub-20 de 2023.

## Estadísticas
Actualizado al último partido disputado el 17 de agosto de 2023.
| Club                                   | Div.          | Temporada     | Liga  | Liga  | Copas nacionales | Copas nacionales | Copas internacionales | Copas internacionales | Total | Total |
| Club                                   | Div.          | Temporada     | Part. | Goles | Part.            | Goles            | Part.                 | Goles                 | Part. | Goles |
| -------------------------------------- | ------------- | ------------- | ----- | ----- | ---------------- | ---------------- | --------------------- | --------------------- | ----- | ----- |
| San Jose Earthquakes II Estados Unidos | 3.ª           | 2022          | 9     | 2     | —                | —                | —                     | —                     | 9     | 2     |
| San Jose Earthquakes II Estados Unidos | Total club    | Total club    | 9     | 2     | 0                | 0                | 0                     | 0                     | 9     | 2     |
| Sporting Cristal · Perú                | 1.ª           | 2023          | 8     | 1     | —                | —                | —                     | —                     | 8     | 1     |
| Sporting Cristal · Perú                | 1.ª           | 2024          | 9     | 1     | —                | —                | —                     | —                     | 9     | 1     |
| Sporting Cristal · Perú                | Total club    | Total club    | 17    | 2     | 0                | 0                | 0                     | 0                     | 17    | 2     |
| Sport Boys · Perú                      | 1.ª           | 2025          | 0     | 0     | —                | —                | —                     | —                     | 0     | 0     |
| Sport Boys · Perú                      | Total club    | Total club    | 0     | 0     | 0                | 0                | 0                     | 0                     | 0     | 0     |
| Total carrera                          | Total carrera | Total carrera | 26    | 4     | 0                | 0                | 0                     | 0                     | 26    | 4     |